# وستمینستر (مریلند)
وستمینستر (به انگلیسی: Westminster) شهری در ایالت مریلند کشور ایالات متحده آمریکا است که جمعیت آن در سرشماری سال ۲۰۱۰ میلادی، ۱۸٬۵۹۰ نفر بوده‌است.